# Evoloko Jocker
 (avril 2018).
Antoine Evoloko Bitumba Bolay Ngoy (alias Anto Nickel, Lay-Lay, Atshuamo, Tonton Bokulaka, Joker dit la carte qui gagne, Nkumu, Abrahama), né le 20 mai 1954 au Congo belge (aujourd'hui République démocratique du Congo), est un chanteur et compositeur congolais.

## Biographie
Il fait ses débuts dans Zaïko Langa Langa en 1969, à l'âge de quinze ans, et fait fureur dans les années 1970 et 1980. On reconnaît en lui l'une des premières super-stars de la musique congolaise moderne, et l'un des musiciens ayant marqué la musique populaire moderne de l'Afrique.
Il est condamné en 2008 à dix ans de prison ferme pour le viol d'une fille de quatorze ans.

## Discographie
- Francine Keller (1970, Zaïko Langa Langa)
- Charlotte à dieu na Athénée (1972, Zaïko Langa Langa), Okomi Na Poto (1972)
- Belinda ya Mbongo/Onassis, Michael, Rivoli, Ami Bakumba (1973, Zaïko Langa Langa)
- Eluzam , Mbeya Mbeya, Mbeya Mbeya (Version le Cavacha) (1973, Zaïko Langa Langa)
- Seméki Mondo ,Mondo Mondo (Version le Cavacha) (1974, Zaïko Langa Langa)
- Debambongo version ladite (1974, Isifi)
- Debambongo (1975, Isifi Lokolé)
- 2X2X2=C'est La Vie (1975, Isifi Lokole)
- 2x2x2 autre version (1975, Isifi Lokole)
- Mokili Ebaluki (1975, Isifi Lokole)
- Adolofina (1976, Isifi Melodia)
- C'est La Vie (1976, Isifi Melodia)
- Héritage Perdu [Moseka] (1976, Isifi Melodia)
- Sambolé (1976, Isifi Melodia)
- Amba (1977, Isifi Melodia)
- Kalela (1977, Isifi Melodia)
- Mimi Mindo (1977, Isifi Melodia)
- Toto Litina (1977, Isifi Melodia)
- Nenedina (1977, Isifi Melodia)
- Malaïka (1978, Isifi Melodia)
- Cherie Mbeya (1979, Les casques-bleus)
- 7e sacrement (1979, Zaïko Langa-Langa)
- Kemoussa (1979, Zaïko Langa-Langa)
- Iseka (1979, Zaïko Langa Langa)
- Betula (1980, Zaïko Langa Langa)
- Souvenir Mondo/Amundalasini (1980, Zaïko Langa Langa)
- Avis (1980, Les casques verts)
- Fièvre Mondo (1980, Zaïko Langa-Langa)
- Pétrole/Fièvre Mondo Bis (1981, Zaïko Langa Langa)
- Leya (1981, Langa Langa Stars)
- Avenir Mbeya (1982, Langa Langa Stars)
- Requiem (1983, Langa Langa Stars)
- Moyeké (1984, Langa Langa Stars)
- Soleil Adieta (1984, Langa Langa Stars)
- Likombé (1984, Langa Langa Stars)
- Eliyo (1985, Langa Langa Stars)
- Kalolo (1985, Langa Langa Stars)
- Bedadi (1985, Langa Langa Stars)
- Santa la verte (1985, Langa Langa Stars)
- You-You (1985, Langa Langa Stars)
- Ko Debout (1985,Langa Langa Stars)
- Momo  (1986, Langa Langa Stars)
- Sika (1986, Langa Langa Stars)
- Doné (1986, Langa Langa Stars)
- Esquiveur (1986, Langa Langa Stars)
- Gateau d'anniversaire (1986, Langa Langa Stars)
- Rosa de Paris (1987, Langa Langa Stars)
- La belle de Bangui (1987, Langa Langa Stars)
- Papa Lokotro (1987, Langa Langa Stars)
- Communiqué Fula-Fula (1987, Langa Langa Stars)
- Trop bon trop couillon (1987, Langa Langa Stars)
- Mwana Ekanga (1987, Langa Langa Stars)
- Litina désespoir (1988, en collaboration avec Souzi Kaseya)
- Santa Dou (1988, en collaboration avec Souzi Kaseya)
- Tostao (1988, Langa Langa Stars)
- Serie F (1989, Langa Langa Stars)
- Info dernier (1989, Langa Langa Stars)
- Mbongé (1988, en collaboration avec Souzi Kaseya)
- Samedi soir (1988, en collaboration avec Souzi Kaseya)
- Tour à tour (1988, en collaboration avec Souzi Kaseya)
- Rosa Mbunza (1991, Langa Langa Stars)
- Bebe Kigoma (1991, Langa Langa Stars)
- Vicky Bakir (1991, Langa Langa Stars)
- Mingelina B-52 (1991, Langa Langa Stars)
- Etha Ndjoli (1991, Langa Langa Stars)
- Abou (1991, Langa Langa Stars)
- Lola (2004, Academia)
- Vichy Longomba (2004, Academia)
- Nené Moustache (2004, Academia)
- Bébé Motors (2004, Academia)
- Yemea Tallo (2004, Academia)
- Doris Iloko (2004, Academia)
- Miyamore (2006, Academia)
- Bana Congo (2006, Academia)
- Nkana (2006, Academia)
- Princesse (2006, Academia)
- Liloba (2006, Academia)
- Je T'aime Sisina (2006, Academia)
- Mbonge Mbonge (Remix) (2006, Academia)
- Liwa (2006, Academia)
- Na Zangi Liloba (2006, Academia)
- Déjà Déjà (2015, Langa Langa Stars)

## Clips (VHS)
- Les Hits Zaïroises (1991, Vidéo Plus Productions & Anytha Ngapy Productions)